# 克霉唑
克霉唑（INN：clotrimazole）或克氯黴唑、克催瑪汝，是一种合成的吡咯类广谱抗真菌药。对真菌抑制作用，高浓度时有杀菌作用，主要用于治疗念珠菌或其他真菌引起的阴道炎（念珠菌性外陰陰道炎）、口腔及咽部感染（鵝口瘡）、皮肤癣（皮癬菌病、尿布疹、花斑癬）等。
克霉唑常见商品有：拜耳的  Lotrimin、Canesten（臺灣：卡黴速停、香港：確膚寧），先灵葆雅的 Lotremin（香港：療癬妙） 等。克霉唑給藥方式有口服，或以乳膏形式（外用藥物）塗抹於皮膚或陰道。
口服後常見的副作用有噁心和瘙癢。塗抹於皮膚時，常見副作用有泛紅和灼熱感。個體於懷孕期間塗抹於皮膚或陰道，對於胎兒無安全上顧慮，而使用口服製劑時，沒證據顯示對胎兒有害，但在此方面尚無充分的研究。有肝臟問題的個體使用口服製劑時應格外謹慎。克霉唑屬於唑類藥物，其藥理機制為破壞真菌細胞膜以達療效。
1969年，克霉唑研發成功，已列入世界衛生組織基本藥物標準清單之中，是醫療系統中最為安全有效的藥物之一，市面上有其通用名藥物流通。它於2021年在美國最為常用的處方藥中排名第273，開立的處方箋數量超過900,000張。

## 醫學用途
克霉唑有不同非處方藥劑型，受廣泛應用，例如外用乳膏、軟膏或陰道栓劑，也有口含片或喉片的處方藥劑型。克霉唑於局部使用時，用於治療念珠菌性外陰陰道炎（酵母菌感染）或皮膚酵母菌感染。對於念珠菌性外陰陰道炎，是將片劑或乳膏置入陰道進行治療。
對於混合性感染性陰道炎，採克霉唑和甲硝唑的聯合用藥能達到良好治療效果。
局部外用克霉唑通常對治療頭皮或指甲真菌感染無效。使用克霉唑非處方藥產品時，如果治療股癬2週後，或治療足癬或體癬4週後病情未獲改善，就應停藥。
口腔用含片可用於治療口腔念珠菌病（鵝口瘡）或預防嗜中性白血球低下症患者罹患鵝口瘡。
克霉唑通常用於治療鵝口瘡，每日用藥5次，連續14天、皮膚感染，每日用藥兩次，連續2至8週與陰道感染，每日用藥1次，連續3或7天。
克霉唑可與糖皮質素（如倍他米松）配製成外用乳膏，用於治療體癬、股癬和足癬。雖然此複方藥已獲得美國食品藥物管理局（FDA）批准，但由於局部使用糖皮質素會增加副作用，克霉唑-倍他米松組合乳膏在治療皮膚真菌感染時應予謹慎，尤其不建議用於兒童。雖然聯合用藥可能得到暫時性緩解及症狀受到部分抑制，但糖皮質素可誘發免疫抑制反應和反彈效應，導致更嚴重的感染，通常會導致需進行全身性抗真菌藥物治療。為改善治療效果，最好避免使用聯合乳膏，降低與長期使用局部糖皮質素相關的皮膚萎縮可能性，並控制治療成本。因此單獨使用克霉唑是治療癬菌感染的首選。
局部使用克霉唑乳膏與指甲修剪相結合，已被證明可有效治療甲癬 - 指甲和趾甲的真菌感染。
局部外用和口服克霉唑可用於多數成人和兒童患者。
此外，克霉唑可用於治療細胞鐮狀化（與鐮刀型紅血球疾病有關聯）。

### 懷孕
克霉唑被歸類為懷孕分級B類藥物（於其他研究（不包含於人類身上研究）並未發現風險）。於局部和陰道給藥後，會有少量藥物進入全身循環。但此種用藥方式仍被認為是治療孕婦酵母菌感染的安全選擇，並且較使用其他抗真菌藥物更為安全。

## 副作用
口服製劑的副作用有瘙癢、噁心和嘔吐。不到10%使用口服製劑的個體可能發生異常的肝功能檢查數據。使用外用製劑的副作用有皮疹、蕁麻疹、水泡、灼熱感、瘙癢、脫皮、發紅、腫脹、疼痛或其他皮膚刺激跡象。在服用口服劑時，應定期監測肝功能。用於治療念珠菌性外陰陰道炎時，不到 10%的個體有外陰或陰道灼熱感。不到1%的患者有如下副作用：性伴侶陰莖灼熱或瘙癢、多尿症、外陰瘙癢、疼痛、水腫或有分泌物。
克霉唑乳膏和栓劑含有油脂，可能會降低乳膠製保險套和避孕隔膜的保護效果。
局部製劑僅供外用，如果在施藥部位出現不適或敏感反應，應立即停用。

## 藥物交互作用
局部使用克霉唑沒已知的重大藥物交互作用。然而口服此藥物有多種藥物交互作用，因為該藥物是細胞色素P450抑制劑，主要是對CYP3A4（細胞色素P450 3A4酶）。因此任何原會受到CYP3A4代謝的藥物，在服用口服克霉唑製劑時都可能升高其血藥濃度。開具口服克霉唑處方的醫師應瞭解患者正在服用的藥物。某些藥物不應與口服克霉唑一起服用。

## 藥理學

### 藥效學
克霉唑是一種咪唑衍生物，其作用機制是通過改變白色念珠菌或真菌細胞壁上的半透膜，而抑制其生長。該藥物通過抑制P450酶羊毛固醇14-α去甲基酶，而損害真菌細胞膜的重要組成部分 - 麥角固醇 - 的生物合成，因此減緩目標菌類生長或導致其死亡。

## 合成

克霉唑的合成流程。

## 銷售

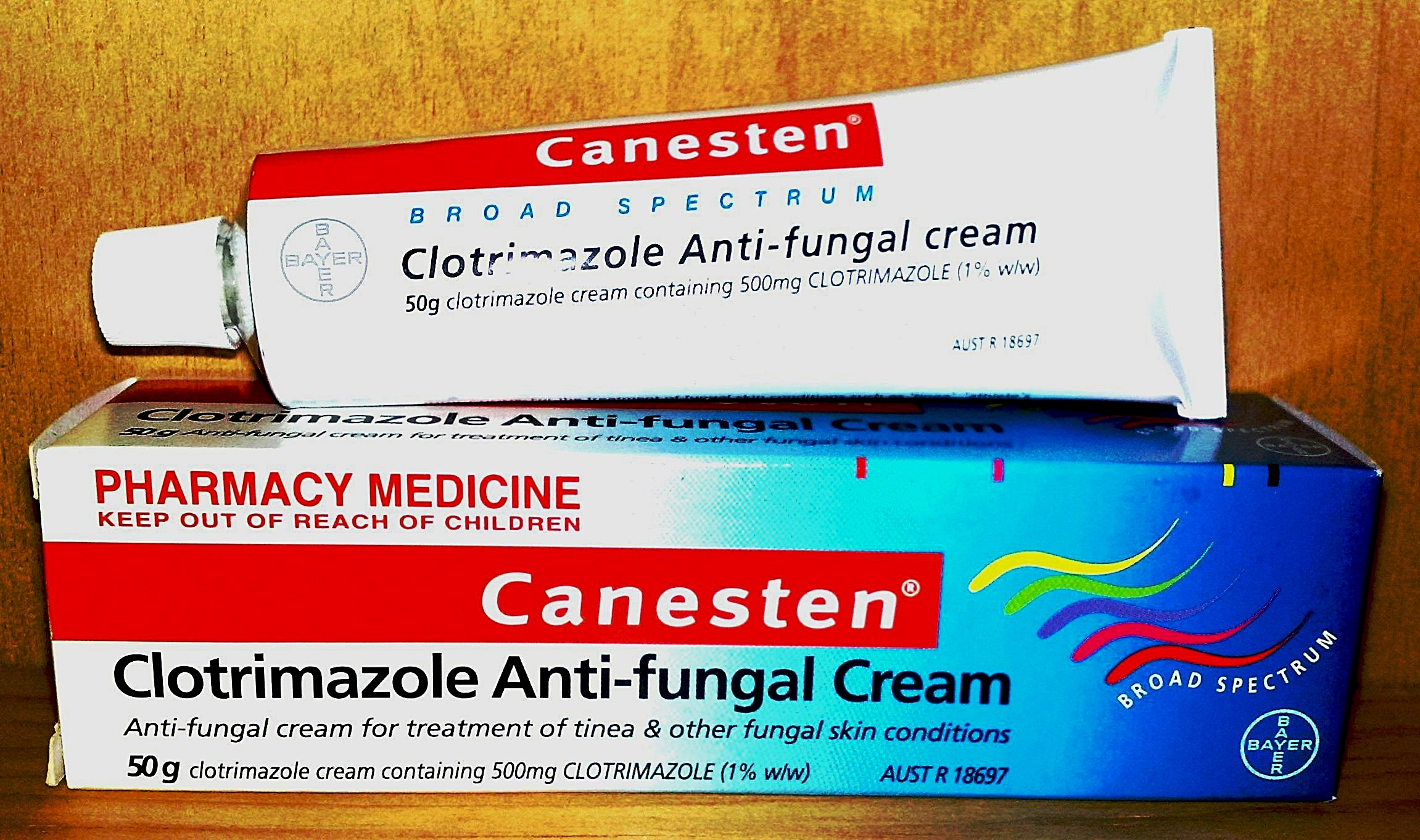
商品名為 Canesten 的含克霉唑抗真菌乳膏。

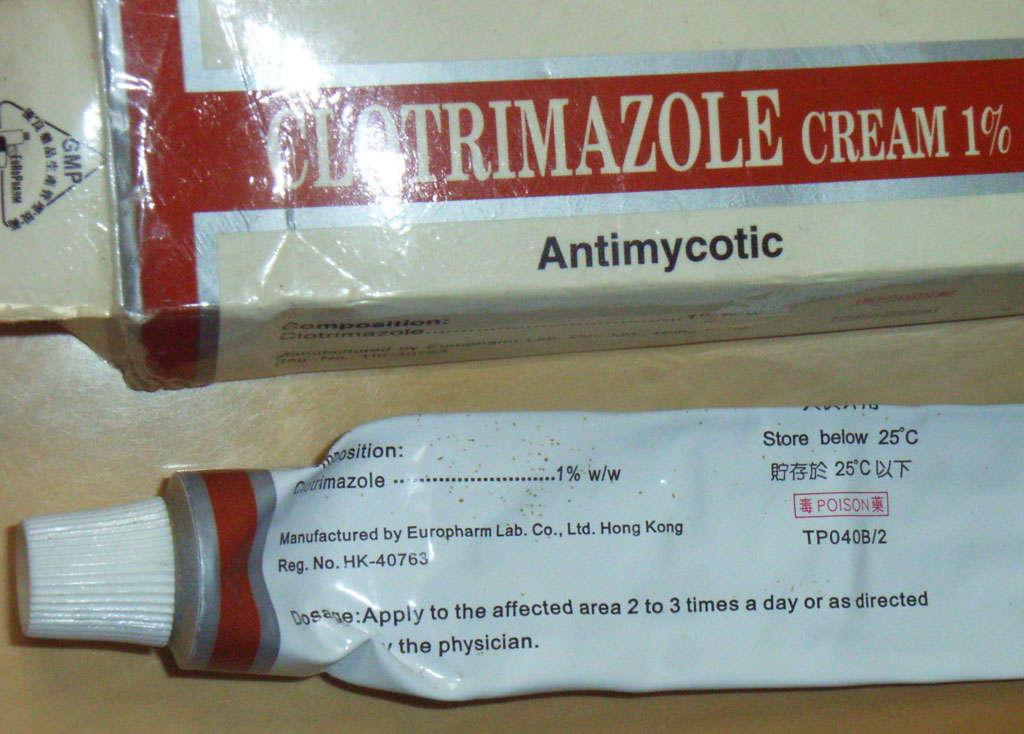
歐化藥業出品含克霉唑成分的乳膏。

市面上有克霉唑的通用名藥物銷售，其中，品牌名稱為 Canesten 的克霉唑（口服劑）是英國銷量最大的非處方藥之一，於2016年銷售金額達到3,920萬英鎊。